# Rennfarben
Rennfarben werden die Farben genannt, die bis 1970 von der FIA zur Kennzeichnung von Rennwagen bei internationalen Veranstaltungen vorgeschrieben waren. So war für italienische Autos Rot vorgeschrieben (Rosso Corsa), für britische Grün (British Racing Green). Normalerweise war die Nationalität des Konstrukteurs entscheidend; unter gewissen Umständen (Privatfahrer) auch die des Fahrers.
Durch die Fédération Internationale de Motocyclisme wurden noch bis Mitte der 1970er entsprechende Farbvorgaben bei internationalen Motorradsport-Veranstaltungen gemacht.
Rennfarben haben nichts mit den Landesfarben oder Nationalfarben zu tun; sie sind die motorsportliche Entsprechung der Trikotfarben bei Mannschaftssportarten.

## Geschichte
Der Gordon-Bennett-Cup war ein in den Jahren 1900 bis 1905 jährlich ausgetragenes Rennen, an dem nur Autos teilnehmen durften, die alle Stufen der Fertigung in einem bestimmten Land durchgemacht hatten. Drei Fahrzeuge pro Nation waren zugelassen. Teilnehmerländer waren Belgien, Deutschland, Frankreich, Großbritannien, Italien, Österreich, die Schweiz und die USA.
Der jeweilige Gewinner sollte im nächsten Jahr Ausrichter sein, heute vergleichbar mit dem Eurovision Song Contest. 1902 gewann Selwyn Edge mit einem Napier & Son-Auto, sodass Großbritannien der Ausrichter 1903 war. Da ein Autorennen vom Gesetzgeber nicht genehmigt wurde, wich man nach Irland aus.
Gleichzeitig waren Klagen laut geworden, dass die bis dahin durchweg grauen Karosserien schlecht zu unterscheiden gewesen seien, und so entschlossen sich die Nationalteams, ihre Wagen einheitlich farblich zu gestalten. Hierbei wählten die Amerikaner zunächst Rot. Dieses wurde ihnen in den 1920er-Jahren von den Italienern streitig gemacht und ist bis heute die Karosserie-Nationalfarbe Italiens. Die amerikanische Farbe ist seitdem Weiß mit zwei blauen Längsstreifen.
Auch andere Farben waren später Änderungen unterworfen: deutsche Fabrikate traten zunächst in weiß an, nach 1934 in silber.
Endgültig war die Farbgebung für Großbritannien: Dem irischen „Heimrecht“ folgend waren die Karosserien grün.
Bei Einführung der Großen Preise und 1950 der F1 galten die Farben für die entsprechenden Rennwagen. Auch Prototypen und Tourenwagen wurden entsprechend lackiert.
Ende der 1960er-Jahre, als Sponsoren wichtiger wurden, drängten die Hersteller die FIA zu einer Lockerung des Nationalfarbenkodex. Seitdem sind die Rennfarben nur noch semioffiziell, werden vom Publikum aber noch erkannt und meist richtig zugeordnet. Auch Autohersteller, allen voran Ferrari, pflegen die Tradition und lackieren zumindest Teile ihrer Produktion in den Rennfarben, obwohl die eigentliche Hausfarbe von Ferrari Gelb ist, genauer gesagt "Giallo Modena". Enzo Ferrari entschied sich bei der Erstellung des Ferrari-Logos und bei der Farbe des ersten Ferrari für diese Farbe, da er damit die Verbundenheit zu seiner Heimatstadt Modena präsentieren wollte.

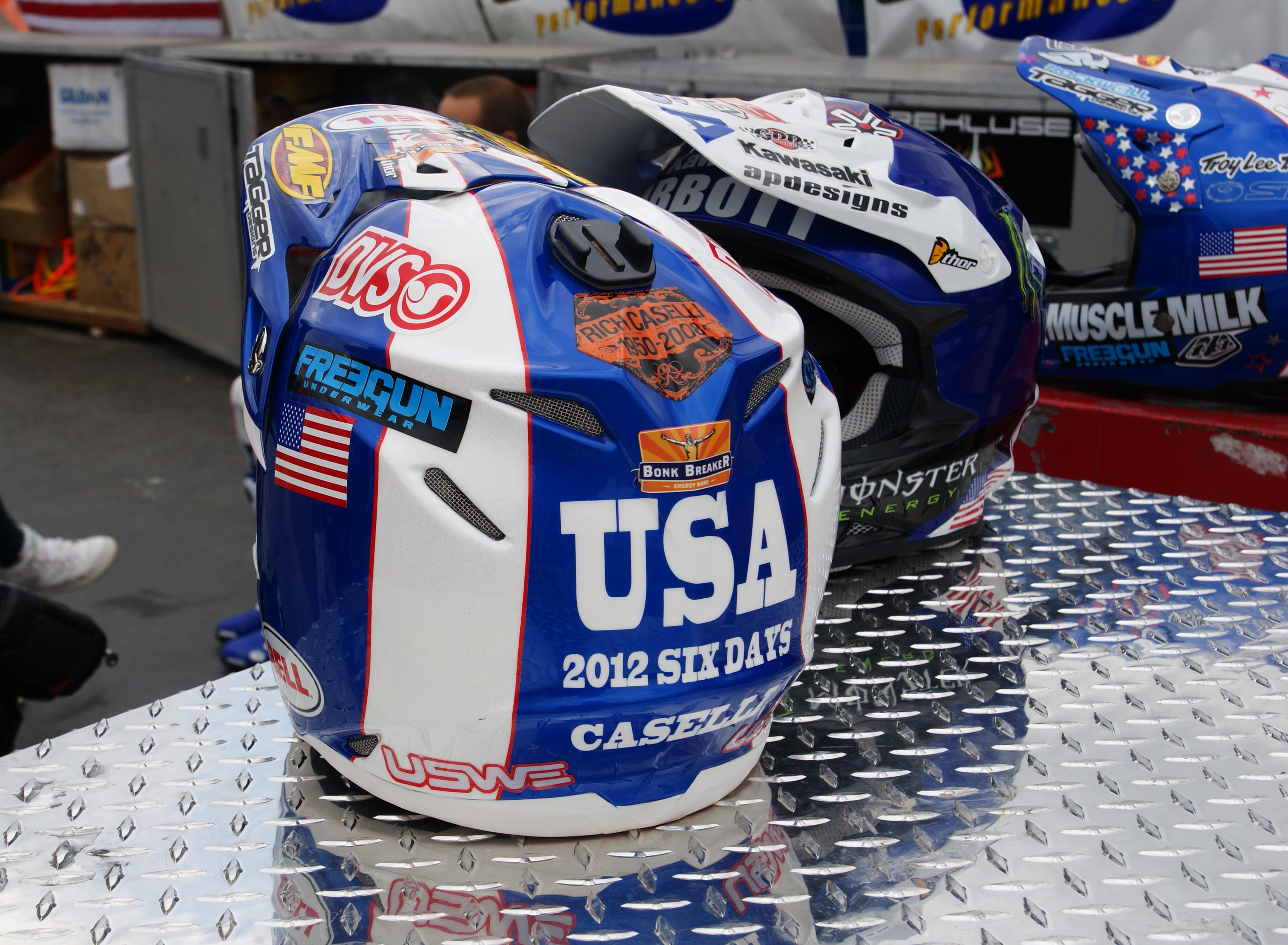
Helm der US-amerikanischen Nationalmannschaft bei der Internationalen Sechstagefahrt 2012

Auch im Motorradsport wurden die Rennfarben geführt. Hier war es vor allem der Helm, der die entsprechenden Farben trug. Aber auch bei dem einen oder anderen Mannschaftstrikot wurden die Farben genutzt. Im Gegensatz zur Farbe bei den Fahrzeugen nutzt die US-amerikanische Mannschaft blaue Helme mit weißen Streifen.

## Liste der Farben
- Italien: rot
- Vereinigtes Königreich: grün

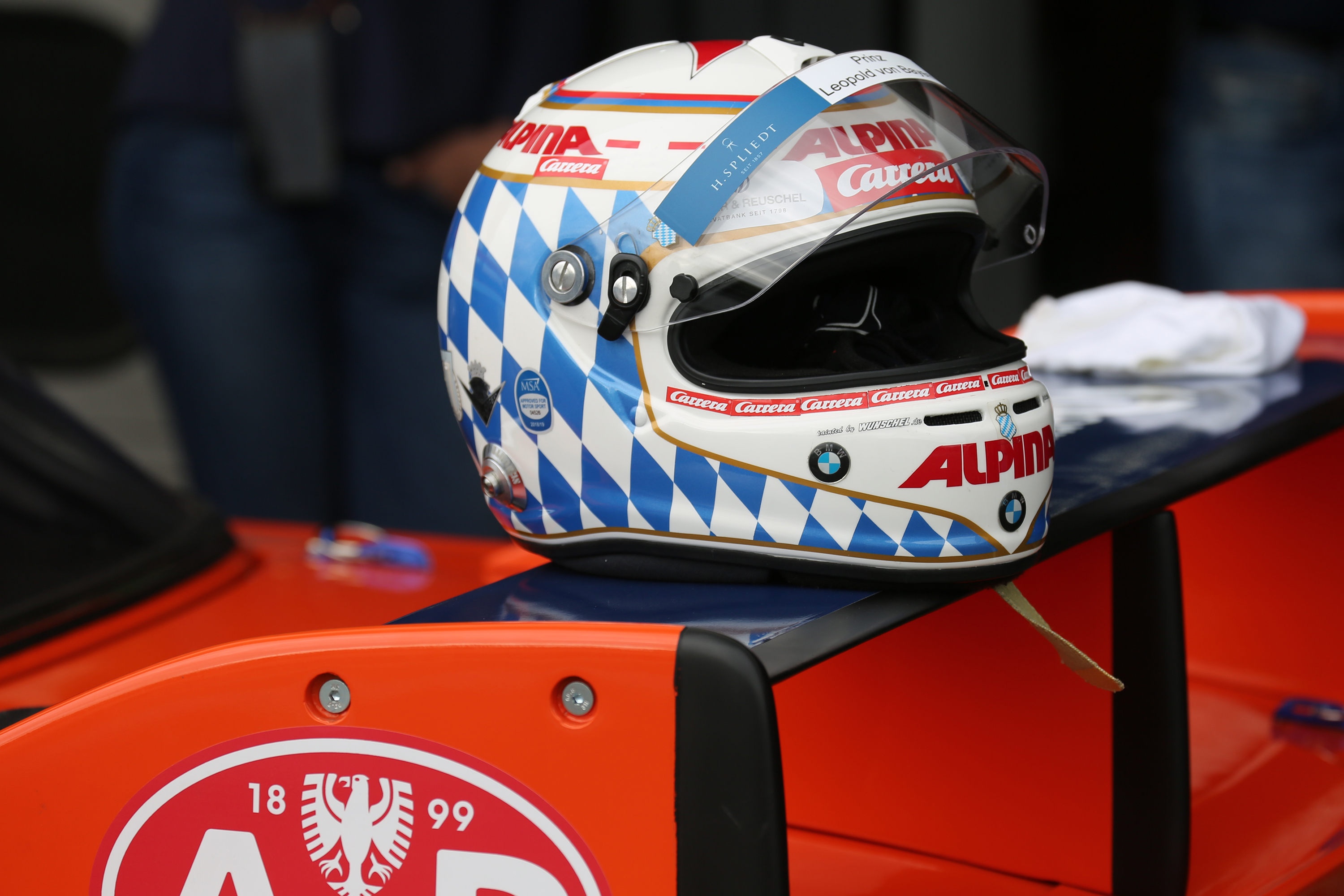
Helm von Leopold Prinz von Bayern in der deutschen Rennfarbe Weiß, ergänzt mit den Hausfarben der Wittelsbacher (Hockenheim Historic 2021)

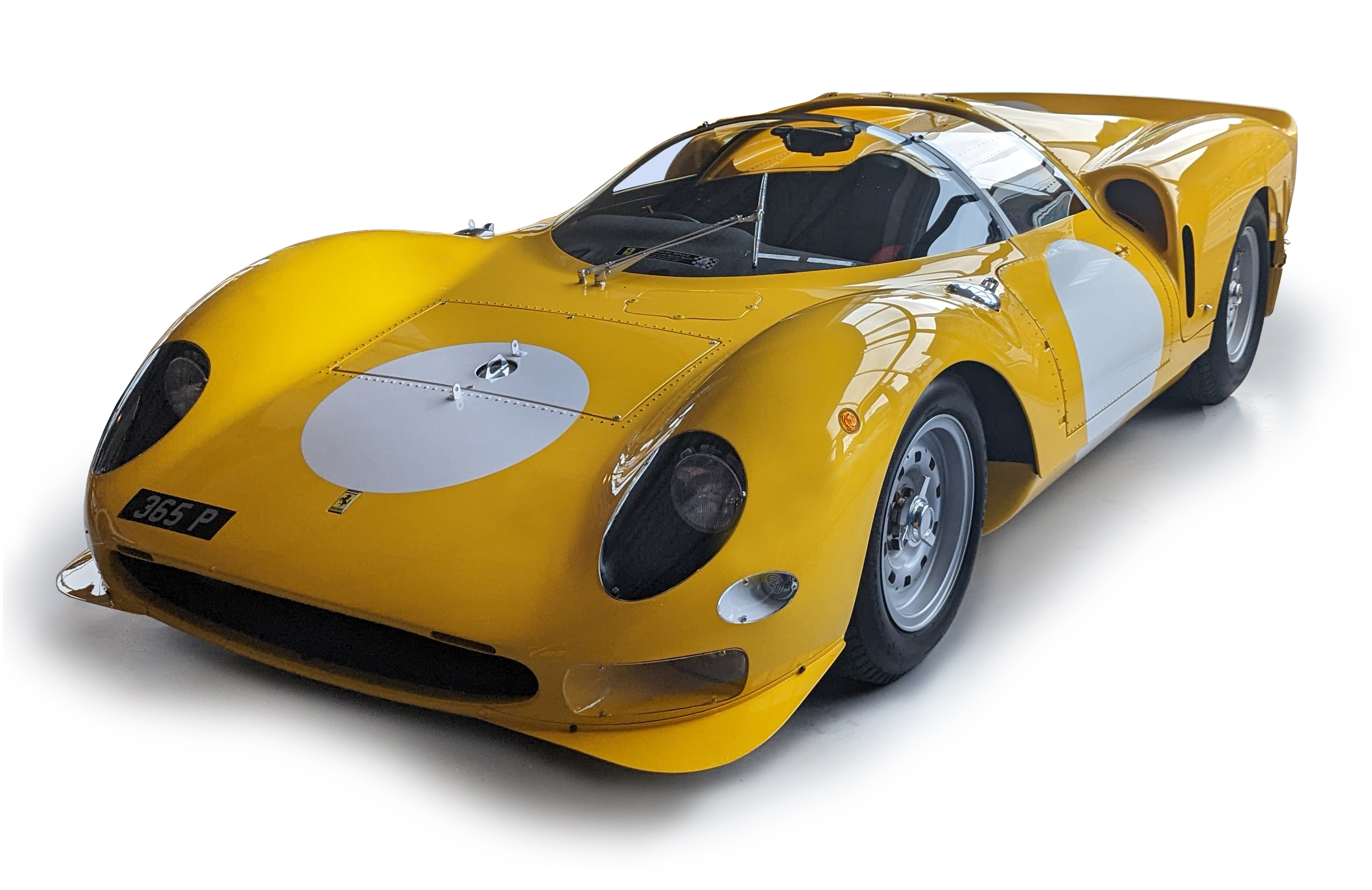
Ein Ferrari 365 P2, nicht in der „Rennfabe“ Italiens, sondern in der „Hausfarbe“ von Ferrari

- Deutschland: weiß (später silber): Helmdesign: Weiß mit schwarzen Streifen, (DDR-Helmdesign: Weiß mit schwarzen Rändern und weiß-gold-blauem ADMV-Abzeichen)
- Belgien: Gelb
- Frankreich: Blau (Startnummern weiß auf blau)
- Österreich: Blau (Startnummern schwarz auf weiß) – Helmdesign: Hellrot-Schwarz
- Schweiz: Rot mit weißen Hauben/Elementen

Nach der Etablierung des Rennsports bestand Bedarf für viele weitere Nationen, die ihre Produkte oder Mannschaften markieren wollten. Die folgende Liste ist unvollständig und gilt für den Zeitraum unmittelbar vor 1970. Eine Komplettversion findet sich unter Weblinks. Die Liste gilt auch für Tourenwagen.
- Ägypten:	Blassviolett
- Argentinien: Blau und Gelb
- Australien: Grün mit goldener Haube
- Brasilien: Hellgelb mit grünen Felgen
- Finnland: Weiß
- Irland: Helmdesign: Grün-Orange
- Japan: Weiß mit roter Sonne auf der Haube
- Kanada: Helmdesign: Grün-Weiß
- Mexiko: Gold
- Monaco: Weiß
- Neuseeland:	Grün und Silber
- Niederlande: Orange
- Polen: Weiß und Rot
- Portugal: Rot
- Russland:	Gelb
- Spanien: Helmdesign: Gelb-Rot
- Schweden: Helmdesign: Blau-Gelb
- Südafrika: Gold mit grüner Haube
- Tschechoslowakei: Helmdesign: Blau mit rot-weiß-blauen Streifen an den Rändern
- Vereinigte Staaten: neben dem oben erwähnten Weiß mit zwei blauen Längsstreifen bevorzugten einige Serien und Hersteller eine invertierte Version: Blau mit zwei weißen Längsstreifen; Helmdesign: Blau mit zwei weißen Längsstreifen